# Stever
Lo Stever è un fiume che scorre nella Renania Settentrionale-Vestfalia. È un affluente del Lippe.